# Devět svatých

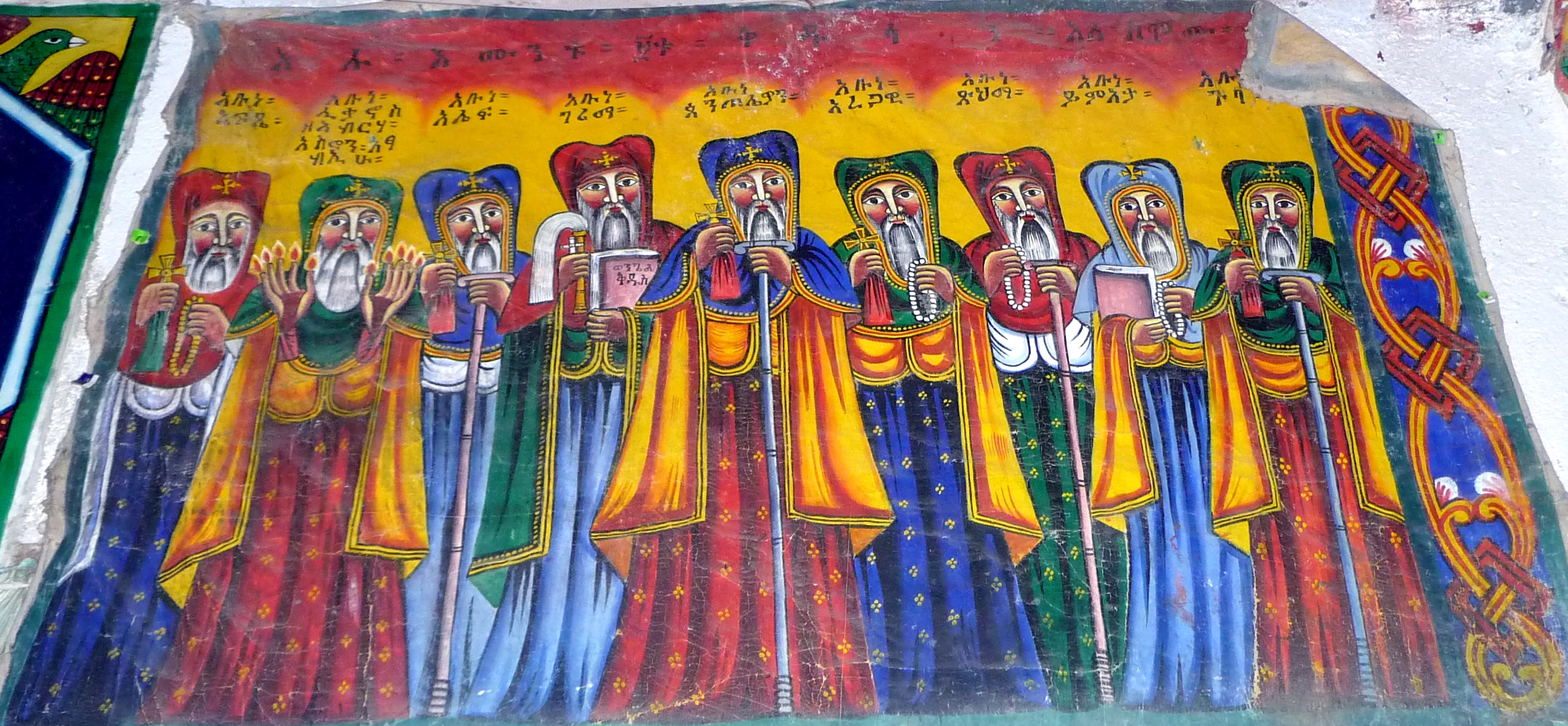
Devět svatých na malbě v klášteře Abby Pentalewona u Aksúmu

Devět svatých je označení devíti misionářů, kteří šířili v 6. století v Aksúmské říši křesťanství. Jako svatí jsou uznáváni nejen etiopskou církví, ale i církví katolickou. Mezi devět svatých patří:
1. Abba Pentalewon,
2. Abba Garima,
3. Abba Aftse,
4. Abba Gubba,
5. Abba Alef,
6. Abba Yemata,
7. Abba Liqanos,
8. Abuna Aregawi, a
9. Abba Sehma.